# موزه‌های استان مازندران
موزه‌های مازندران به شرح زیر هستند:

## موزه عمارت تاریخی رمدانی

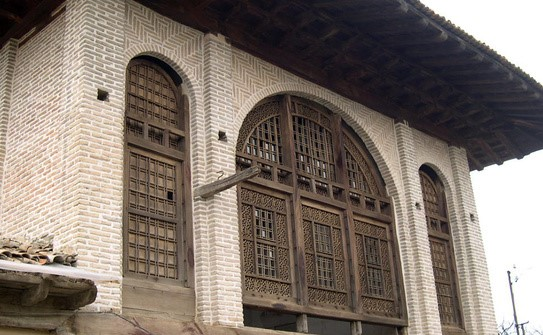
عمارت تاریخی خانه رمدانی

عمارت تاریخی رمدانی در شهر ساری واقع در محله آب انبار نو واقع شده‌است. خانه رمدانی مربوط به اواخر دوره قاجار است. این اثر در تاریخ ۱۱ مرداد ۱۳۸۴ با شمارهٔ ثبت ۱۲۵۴۹ به‌عنوان یکی از آثار ملی ایران به ثبت رسیده‌است.
مجموعه موزه‌ای ساری از ترکیب سه بنای خانه رمدانی، حمام وزیری و آب‌انبار نو که در یک کوچه واقع هستند، در سه بخش تقریباً مستقل راه اندازی شده‌است.

خانه کلبادی

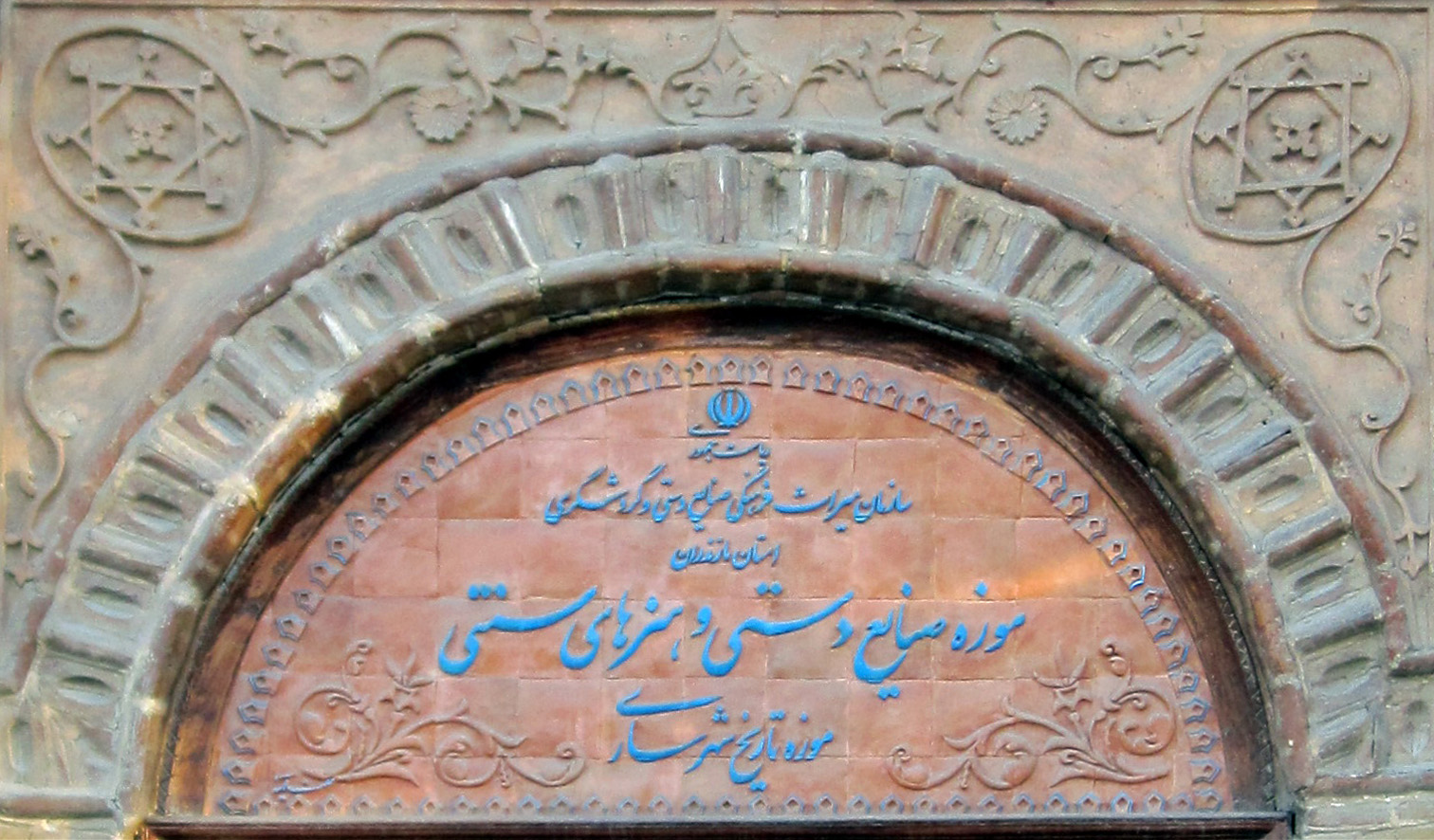
موزه ساری

## موزه تاریخ آمل
نام موزه‌ای است، در شهر آمل که در عمارت ساختمان دارائی واقع شده‌است. موزه تاریخ آمل در سه طبقه و شامل گالری‌های آثار باستان‌شناسی، مردم‌شناسی و اسناد تاریخی ایران و مازندران است. در بخش اسناد تاریخی این موزه، گزارش‌های ادارات وقت در خصوص زلزله وآتش سوزی آمل مربوط به سال‌های ۱۳۳۵ و ۱۳۳۶ و دست نوشته‌های شاهان دوره قاجار و مکاتبات اداری دربار قاجار با رؤسای حاکمان آمل به چشم می‌خورد. قدیمی‌ترین دست نوشته‌های اسناد تاریخی موزه صورت اسامی علما در آمل در سال ۱۲۸۶ هجری قمری است. اما در بخش باستان‌شناسی که این بخش را از دیگر قسمت‌های موزه متمایز کرده وجود اشیای با ارزش تاریخی که است که قدمت تعدادی از این آثار به بیش از سه و چهار هزار سال قبل از میلاد مسیح و دوره‌های آهن می‌رسد. بخش باستان‌شناسی موزه تاریخ آمل آثاری همچون سفال، فلز، سنگ وشیشه که به جای مانده از دوران پیش از تاریخ تا زمان قاجار درمحدوده شمال کشورو معرفی اشیای سفالینه از سایر استان‌های کشور و فرهنگ‌های تأثیرگذار و تأثیرپذیر منطقه شمال کشوراست، چشم هر بیننده‌ای را به خود مجذوب می‌کند. در موزه آمل یکی از بخش‌های جالب توجه که بازدیدکنندگان و محققان تاریخی را برای دقایقی بیشتر کنار خود نگه می‌دارد، ویترین ای سکه‌ها است. موزه تاریخ آمل از وجود سکه‌ها که تاریخ مصوری از خط، آداب و رسوم کهن، آرایش صورت و نوع پوشش شاهان را نشان می‌دهد، بی‌بهره نمانده وسکه‌های مربوط به دوره‌های هخامنشی اسکندر، سلوکیان، اشکانیان، ساسانیان و دوره‌های اسلامی تا صفوی و قاجار را در خود جای داده‌است. آثار به دست آمده از کاوشهای علمی باستان شناسان آملی در سال ۸۸ درمحوطه باستانی قلعه کش آمل که مربوط به دوره مفرغ و آهن هست نیز در موزه تاریخ آمل به نمایش گذاشته شده‌است.

## موزه بابل
موزه بابل در خیابان مدرس واقع است. ساختمان این موزه در سال ۱۳۰۷ هجری شمسی به عنوان بلدیه (شهرداری) بنا شده و به دلیل دارا بودن ویژگی‌های خاص معماری در فهرست آثار ملی ایران ثبت شده‌است. این بنا در اسفند ماه ۱۳۷۴ با کاربری فرهنگی در اختیار سازمان میراث فرهنگی مازندران قرار گرفت و در بهمن ماه سال ۱۳۷۵ پس از احیا و مرمت و باز پیرایی تحت عنوان موزه بابل گشایش یافت. امروزه از طبقه همکف موزه به عنوان نمایشگاه موقت آثار فرهنگی – هنری استفاده می‌شود و در طبقه دوم آن آثار باستان‌شناسی و مردم‌شناسی به نمایش درآمده‌است.

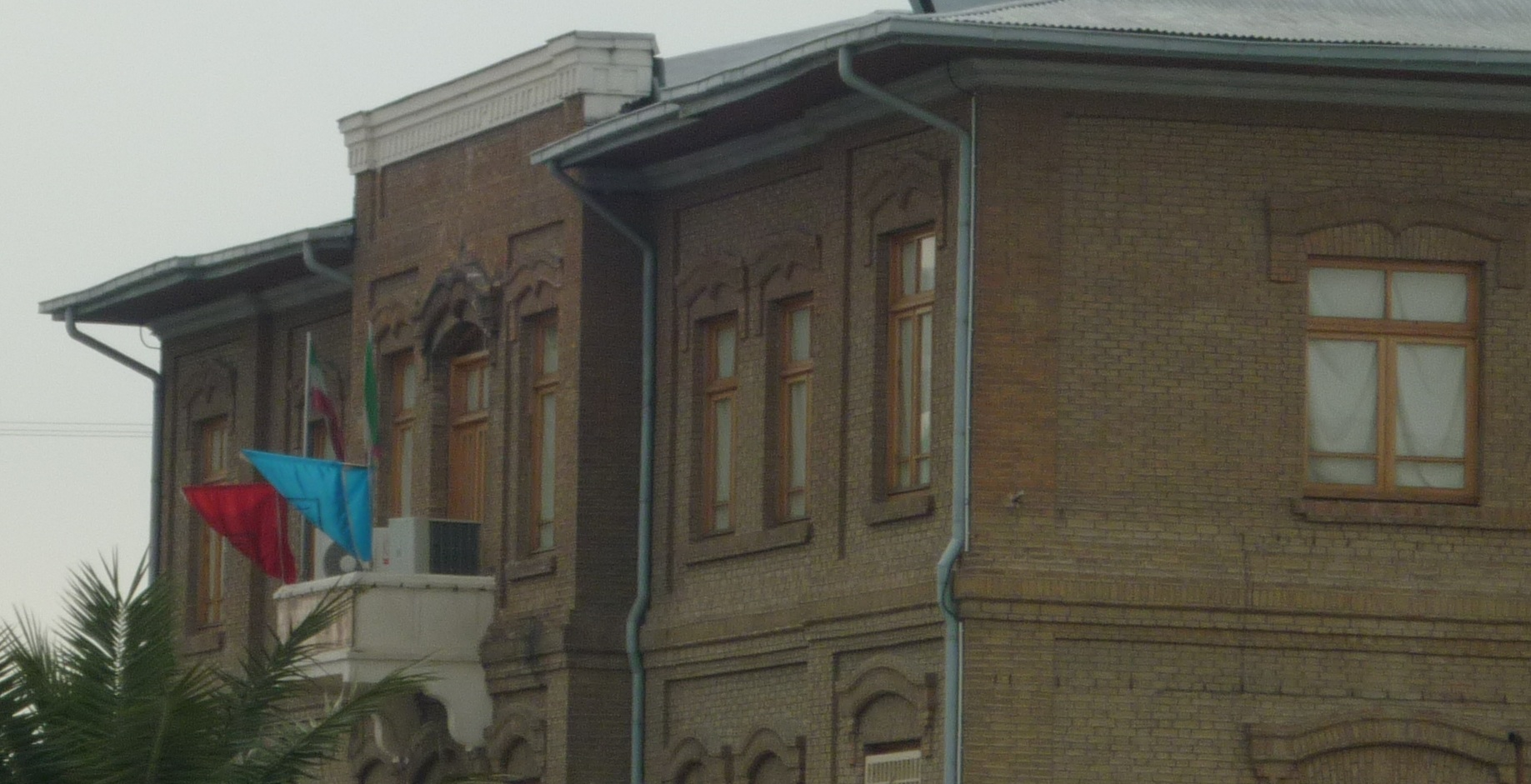
قسمتی از طبقه سوم موزه تاریخ آمل

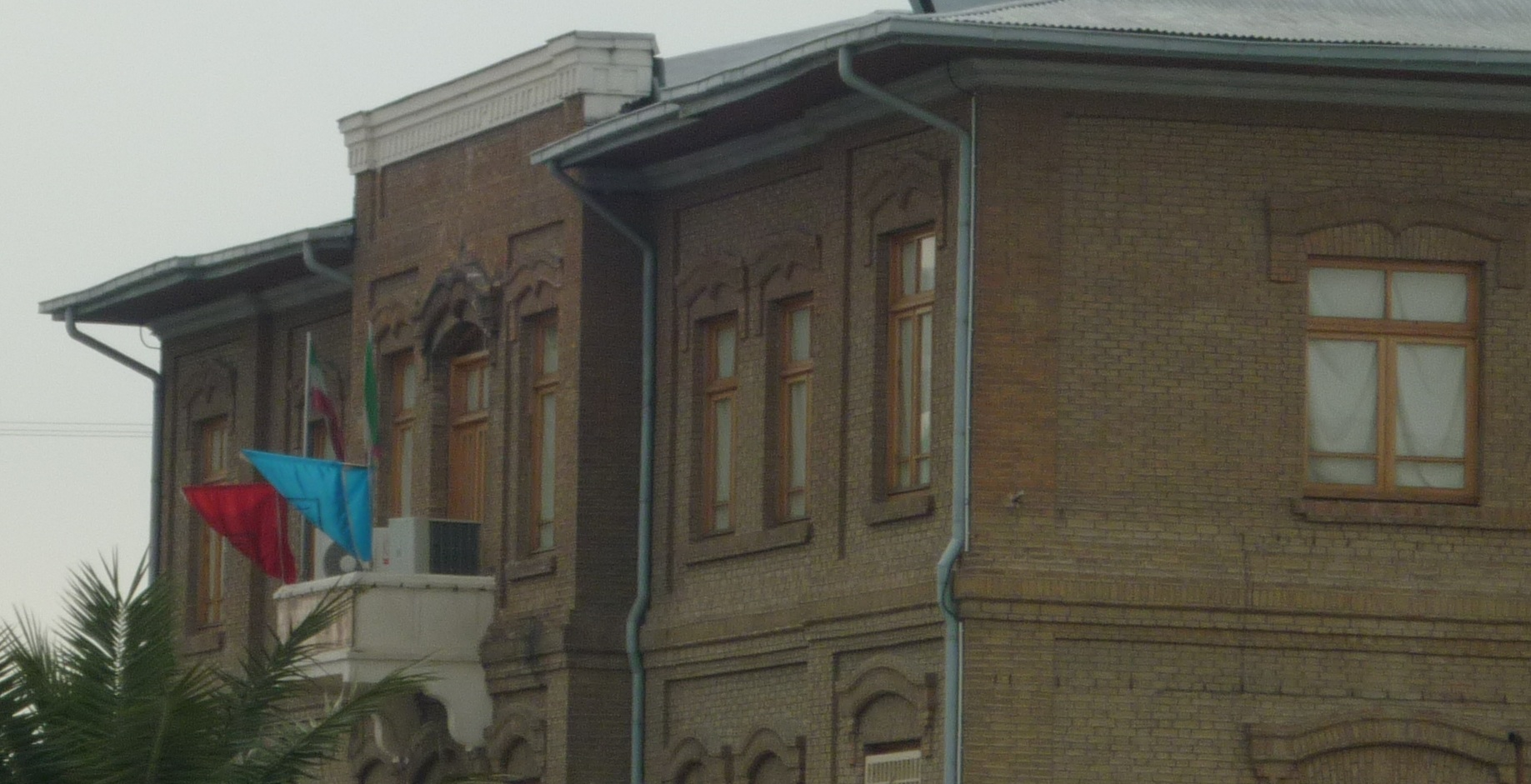
قسمتی از طبقه سوم موزه تاریخ آمل

## موزه مردم‌شناسی رامسر
موزه مردم‌شناسی رامسر با مجوز سازمان میراث فرهنگی، صنایع دستی و گردشگری کشور، در اسفند ۸۹ با حضور مسئولین استانی و شهرستانی افتتاح گردید.

## موزه کندلوس نوشهر
موزه کندلوس یکی دیگر از موزه‌های این استان است که در منطقه کجور در روستای کندلوس یا میخساز بنا شده‌است. این موزه به همت آقای جهانگیری و با همکاری اهالی منطقه به خصوص اهالی همین روستا ساخته شده‌است. برای راهیابی به «کندلوس» از راه جاده چالوس، پس از گذر از شهر «مرزن آباد» و در چند کیلومتری آن به سمت چالوس، به یک سه راهی می‌رسیم که «دو آب کجور» نام دارد. اگر از اینجا به سمت راست حرکت کنیم، وارد جاده «دشت نظیر» می‌شویم که از اینجا به بعد، مناطقی بسیار زیبا و دلپذیر چهره می‌نماید. جاده دارای پیچ‌وخم‌های زیادی است و طبیعت اطراف به گونه‌ای است که گویی هر چند روز، یک بار تغییر چهره می‌دهد و زیبایی‌هایش هر بار تازه می‌شود. در این جاده که به رویان (علمده) منتهی می‌شود، پس از دشت نظیر در بخشی به نام «هنی سک»، جاده‌ای فرعی به سمت راست گشوده می‌شود که به ارتفاعات راه می‌برد و این جاده‌ای است که ما را به سوی کندلوس راهنمایی می‌کند؛ از دوآب تا کندلوس، ۴۲ کیلومتر است.

## موزه تاریخ طبیعی خشکه داران
در تنکابن و در منطقه نشتارود به سمت عباس‌آباد منطقه حفاظت شده خشکه داران قرار دارد. این منطقه که در صد متری دریا قرار دارد به عنوان تنها جنگل جلگه‌ای و بکر و از آخرین بازمانده‌های اکوسیستم‌های جنگلی شمال ایران است. این موزه با مساحتی بالغ بر ۲۶۰۰۰۰۰ متر مربع دارای گونه‌های مختلف جانوری و گیاهی است. پسازمان حفاظت محیط زیست موزه تاریخ طبیعی خشکه داران را با مجموعه تاکسیدرمی حیوانات شمال ایران در این منطقه دایر کرده که مورد استفاده گروه‌های مختلف گردش گران به ویژه دانش پژوهان قرار گرفته‌است.

## تماشاگه خزر
در سال ۱۳۱۶ به دست معماران و حجاران هنرمند ایرانی و به سرپرستی مهندسان آلمانی کاخ رامسر ساخته شد. محوطه بیرونی کاخ باغ وسیعی مملو از گیاهان گونه گون و درختان متنوع و نادر است و بنا در میان آن قرار دارد. نمای خارجی کاخ از سنگ مرمر رگه دار و ایوان آن با ۴ ستون حجاری شده از سنگ مرمر یکپارچه و سرستون‌ها و پایه ستون‌های تزیینی شکل گرفته‌است. این بنا دارای یک تالار مرکزی است که در دو سمت آن دو اتاق قرار دارد. این کاخ هم‌اکنون به عنوان موزه (تماشاگه) خزر با آثاری از ارزشمندترین یافته‌های باستان‌شناسی منطقه خزر، بافته‌های دستان توانمند هنرمندان ایرانی، تابلوهای نفیس از نقاشان بزرگ دنیا، مجسمه‌های برنزی و سنگی بسیار زیبا و آثار منحصربه‌فرد دیگری از هنرمندان بزرگ و معروف جهان را در خود جای داده و پذیرای علاقه‌مندان و پژوهش گران است.